# موريثيريوم
موريثيريوم (باللاتينية: Moeritherium) هو جنس منقرض ينتمي إلى (فصيلة: Moeritheriidae) ، عاش في عصر الإيوسين وقد وجدت حفرياته بمنطقة قصر الصاغة بمنطقة الفيوم ويمتاز بارتفاع صغير من 50 إلى 70 سم وجسم طويل واطراف قصيرة ودقيقة وحيوان الموريثيريوم يعتبر من اسلاف الفيلة وابقار البحر وكان اكل للعشب ويعيش بالقرب من مصبات الانهار ويقضي جزء كبير من حياته في الماء .